# José Luiz Villamarim
José Luiz Villamarim (Três Marias, 01 de janeiro de 1963) é um diretor brasileiro de cinema e televisão. Desde 1º de dezembro de 2020, dirige o núcleo de Teledramaturgia da Rede Globo.

## Carreira
Villamarim nasceu em Três Marias mas morou também em Ipatinga. Mudou-se aos 22 anos para Belo Horizonte, onde formou-se em economia pela Pontifícia Universidade Católica de Minas Gerais.Em 1992,chega ao Rio de Janeiro, onde mora até hoje.

## Trabalhos

### Televisão
| Ano  | Título                     | Cargo                     | Autor                             |
| ---- | -------------------------- | ------------------------- | --------------------------------- |
| 2019 | Amor de Mãe                | Direção artística         | Manuela Dias                      |
| 2018 | Onde Nascem os Fortes      | Direção artística         | George Moura e Sergio Goldenberg  |
| 2016 | Nada Será Como Antes       | Direção artística         | Guel Arraes e Jorge Furtado       |
| 2016 | Justiça                    | Direção geral e artística | Manuela Dias                      |
| 2014 | O Rebu                     | Direção geral e de núcleo | George Moura e Sergio Goldenberg  |
| 2014 | Amores Roubados            | Direção geral             | George Moura                      |
| 2013 | O Canto da Sereia          | Direção geral             | George Moura e Patrícia Andrade   |
| 2012 | Avenida Brasil             | Direção geral             | João Emanuel Carneiro             |
| 2011 | Força-Tarefa (3 episódios) | Direção geral             | Fernando Bonassi e Marçal Aquino  |
| 2010 | Tempos Modernos            | Direção geral e artística | Bosco Brasil                      |
| 2008 | Três Irmãs                 | Direção geral             | Antônio Calmon                    |
| 2007 | Paraíso Tropical           | Direção geral             | Gilberto Braga e Ricardo Linhares |
| 2005 | Bang Bang                  | Direção geral             | Mário Prata                       |
| 2004 | Cabocla                    | Direção geral             | Edmara Barbosa e Edilene Barbosa  |
| 2003 | Mulheres Apaixonadas       | Direção geral             | Manoel Carlos                     |
| 2002 | Desejos de Mulher          | Direção geral             | Euclydes Marinho                  |
| 2001 | Um Anjo Caiu do Céu        | Direção geral             | Antônio Calmon                    |
| 1999 | Andando nas Nuvens         | Direção                   | Euclydes Marinho                  |
| 1998 | Torre de Babel             | Direção                   | Silvio de Abreu                   |
| 1997 | Anjo Mau                   | Direção                   | Maria Adelaide Amaral             |
| 1996 | O Rei do Gado              | Direção                   | Benedito Ruy Barbosa              |
| 1995 | Cara & Coroa               | Direção                   | Antônio Calmon                    |

### Cinema
| Ano  | Título     |
| ---- | ---------- |
| 2017 | Redemoinho |